# Парсийо
Парсийо̀ (на френски: Parcieux) е град в източна Франция, част от департамента Ен на регион Оверн-Рона-Алпи. Населението му е около 1200 души (2015).
Разположен е на 252 метра надморска височина в Ронската низина, на левия бряг на река Сона и на 17 километра северно от центъра на Лион. Селището е известно от X век, през Средновековието е част от Свещената Римска империя, като е присъединено към Франция през 1762 година. Днес то е предградие на град Лион.

## Известни личности
Починали в Парсийо
- Луиз Лабе (1524 – 1566), поетеса